# شون مارشال (كرة سلة)
شون مارشال (بالإنجليزية: Sean Marshall)‏ مواليد 11 أبريل 1985 في ريالتو، هو لاعب كرة سلة أمريكي. بدأ مسيرته الاحترافية في سنة 2007. يحمل الرقم 23. يبلغ طوله 6 قدم 6 بوصة (2.0 م).

## المسيرة الاحترافية
لعب مع كارشياكا في موسم 2007–2008، ثم لعب مع أريس في موسم 2008–2009، ثم لعب مع جاي دي أيه ديجون في الدوري الفرنسي في موسم 2009–2010، ثم لعب مع كارشياكا في سنة 2011، ثم لعب مع جاي دي أيه ديجون في الدوري الفرنسي في موسم 2011–2012، ثم لعب مع إردميرسبور في موسم 2012–2013، ثم لعب مع النادي الأهلي في سنة 2014.

## روابط خارجية
- شون مارشال على موقع دوري كرة السلة الياباني للمحترفين (اليابانية)
- شون مارشال على موقع كرة السلة الأوروبية.كوم (الإنجليزية)
- شون مارشال على موقع كلية كرة السلة في سبورتس رفرنس.كوم (الإنجليزية)
- شون مارشال على موقع ريلجم (الإنجليزية)
- شون مارشال على موقع بروبوليرز (الإنجليزية)
- شون مارشال على موقع سبورتس رفرنس (الإنجليزية)
- شون مارشال على موقع سبورتس رفرنس (الإنجليزية)